# Hainberg (Göttinger Wald)
Der Hainberg ist eine 314,7 m ü. NN hohe Erhebung westlich von Herberhausen im Westen des Göttinger Walds im Landkreis Göttingen in Südniedersachsen. Im regionalen Sprachgebrauch wird der ganze Westhang des Göttinger Waldes, der sich östlich an die Kernstadt Göttingen anschließt, als Hainberg bezeichnet, obwohl Teile davon auch eigene Namen wie Mittelberg tragen und andere Teile zu den Hängen benachbarter Berge gezählt werden können.

## Geografie
Der Hainberg erhebt sich an der Westabdachung des Göttinger Walds, das einen südlichen Teil des Leineberglands darstellt. Der Berg befindet sich westlich der Bebauung im Gebiet der Ortschaft Herberhausen, eines Stadtteils von Göttingen. Während der Westhang des Hainbergs seit dem Ende des 19. Jahrhunderts wieder überwiegend bewaldet ist, ist der zum Tal der Lutter hin abfallende Osthang als Weide und Wiese genutzt. Der nördliche Ausläufer des Bergplateaus ist der Warteberg (289,4 m), der südliche Ausläufer der Mittelberg (303,4 m). Eine flache Senke trennt den Mittelberg vom südlich gelegenen Kleperberg.

## Geschichte
Um die unterhalb des ursprünglich kahlen Hainbergs liegende Stadt Göttingen vor Sturzbächen zu schützen, gab es mehrere Versuche der Bewaldung, die erst unter Bürgermeister Georg Merkel ab 1871 bis 1893 in einer gezielten Aufforstung umfassend verwirklicht werden konnte.
Vor der Bewaldung wurde auf dem Hainberg Weidewirtschaft betrieben, besonders wo die Bodengüte zu gering war, um eine intensivere ackerbauliche Bewirtschaft zu betreiben.
Die dortigen Flurnamen wie „Molkengrund“, „Trift“ oder „Schäferbrunnen“ weisen auf historische Nutzungen hin. Auf den Dreischen, den mageren Grasflächen auf steinigem Kalkboden, wuchs nur kümmerliches Gras und Dorngebüsch, was eine Folge intensiver und andauernder Beweidung war.

## Bauwerke

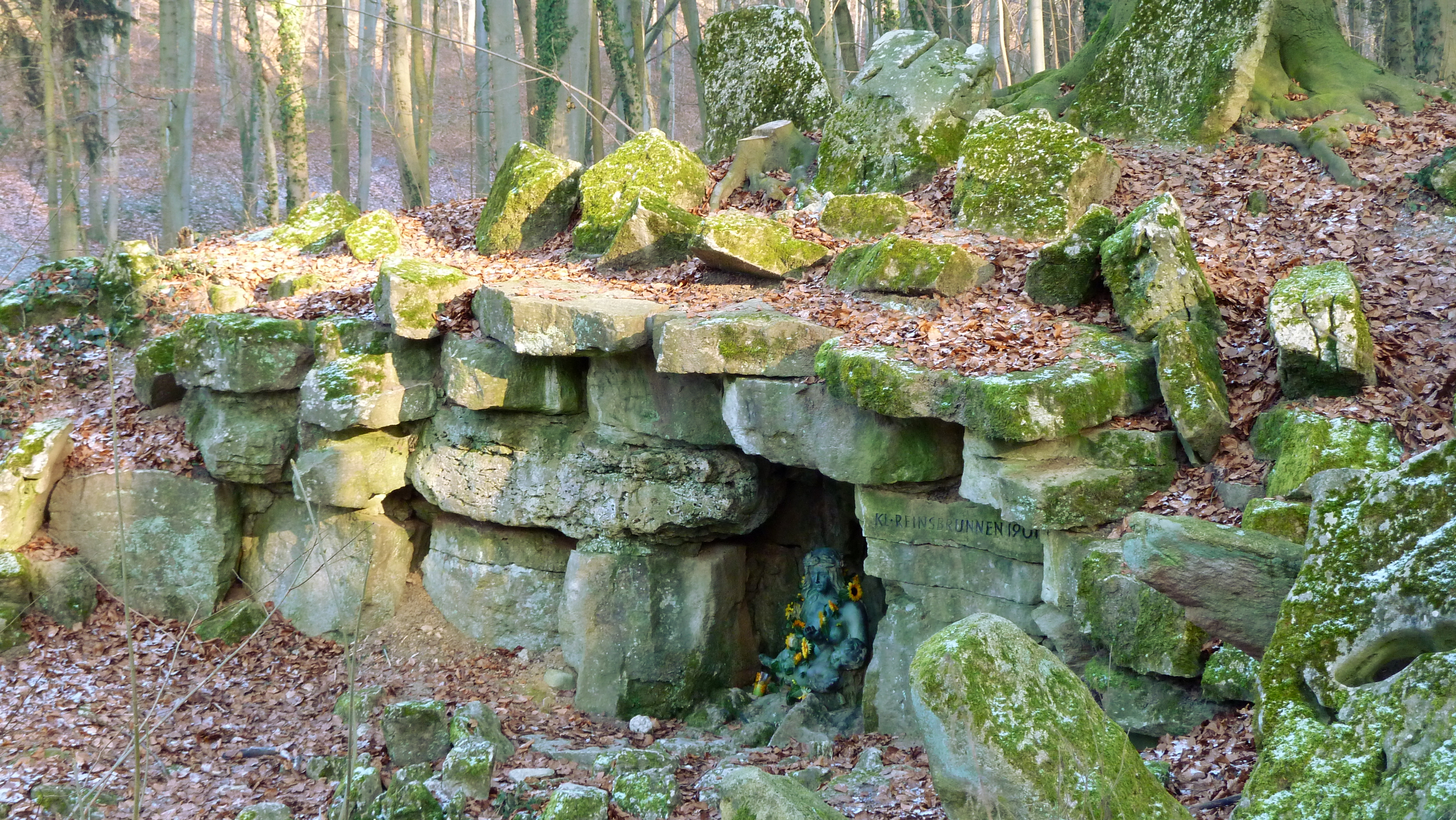
Kleiner Reinsbrunnen mit Nixengrotte am unteren Rand des Molkengrundes in Göttingen

An der Ostflanke des Hainbergs steht eine Sendeanlage. Nördlich des Hainbergs am Übergang zum Warteberg befindet sich ein Wasserbehälter. Dort, wo der Herberhäuser Stieg die Höhe des Hainbergs kreuzt, wurde die Osterholz-Bank als Ruhebank aufgestellt. Die Wiechert’sche Erdbebenwarte befindet sich auf dem Hainberg.
Der untere (westliche) Hang des Hainbergs wurde nach Beginn der Wiederaufforstung in Anlehnung an das Konzept von Landschaftsparks hergerichtet. Die stadtnäheren Bereiche (Schillerwiese, unterer Molkengrund) wurden dabei als Park ausgestaltet und mit verschiedenen Elementen wie gestalteten Brunnen, Aussichtspunkten, steingefassten Wegen, Treppen und Steintischen versehen. So steht am Molkegrund der Reinsbrunnen, der den Schwanenteich im Cheltenhampark mit seinem Wasser speist. Der benachbarte Kleine Reinsbrunnen verfügt über eine grottenähnliche Einfassung und einer Bronzeskulptur in Form einer Wasserfrau. Mit weiterer Entfernung von der Stadt nahm der Parkcharakter des Hainbergs ab. Auf einem westlichen Ausläufer des Mittelberges befindet sich der Eulenturm.
Südlich des Hainbergs liegen mehrere als Naturdenkmale ausgewiesene Feuchtbiotope.